# Saint-Avit-de-Vialard
Saint-Avit-de-Vialard är en kommun i departementet Dordogne i regionen Nouvelle-Aquitaine i sydvästra Frankrike. Kommunen ligger i kantonen Le Bugue som tillhör arrondissementet Sarlat-la-Canéda. År 2022 hade Saint-Avit-de-Vialard 151 invånare.

## Befolkningsutveckling
Antalet invånare i kommunen Saint-Avit-de-Vialard
Referens:INSEE